# المركز العربي للأبحاث ودراسة السياسات

الشعار القديم للمركز العربي للأبحاث ودراسة السياسات

المركز العربي للأبحاث ودراسة السياسات هو مؤسسة بحثية عربيّة مستقلة للعلوم الاجتماعيّة والعلوم الاجتماعيّة التطبيقيّة والتّاريخ الإقليميّ والقضايا الجيوستراتيجية، تأسست في 2010 مقرها الدوحة بقطر يديرها الباحث والمفكر العربي عزمي بشارة. يقيم المركز سنويًا مؤتمر العلوم الاجتماعية والإنسانية ومؤتمر مراكز الأبحاث، إضافة إلى مؤتمرات أخرى غير دورية تُعنى بالقضايا الجيواستراتيجية والجيوبوليتيكية والتاريخ الإقليمي وغير ذلك مما يهم الوطن العربي من قضايا. كما يصدر المركز أربع دوريات محكّمة هي: دوريّة «تبيّن» وهي فصلية تُعنى بالدراسات الفكرية والثقافية ودوريّة «عمران» وهي فصلية تُعنى بالعلوم الاجتماعية والإنسانية ودوريّة «سياسات عربية» التي تصدر كل شهرين وتُعنى بالعلوم السياسية والعلاقات الدولية والسياسات العامة.، ودورية أسطور والتي تعنى بالدراسات التاريخية  أطلق المركز مؤخرا مشروع المعجم التاريخي للغة العربية، كما افتتح في عام 2015 معهد الدوحة للدراسات العليا.
في يوليو 2014، فتح المركز فرعا له في تونس، يختص في شؤون المغرب العربي.

## لمحة عن المركز
المركز العربيّ للأبحاث ودراسة السياسات هو مؤسّسة بحثيّة فكريّة مستقلّة للعلوم الاجتماعية والإنسانية، وبخاصّة في جوانبها التطبيقية.
من خلال نشاطه العلمي البحثي، يسعى المركز إلى خلق تواصل بين المثقّفين والمتخصّصين العرب في العلوم الاجتماعية والإنسانية بصورةٍ عامّة، وبينهم وبين قضايا مجتمعاتهم وأمّتهم، وبينهم وبين المراكز الفكرية والبحثيّة العربية والعالمية.
المركز هو مؤسّسة أكاديميّة علميّة. وهو أيضًا مؤسّسة ملتزمة بقضايا الأمّة العربيّة. وينطلق من كون التطوّر لا يتناقض والثقافة والهويّة العربية. ليس هذا فحسب، بل ينطلق المركز أيضًا من أنّ التطوّر هو رقيّ مجتمعٍ بعينه، وهو تنمية بشريّة لفئات المجتمع كافّة، في ظروفه التاريخية وفي سياق ثقافته، وبلغته، ومن خلال تفاعله مع الثقافات الأخرى.
يُعنى المركز بتشخيص الأوضاع في العالم العربيّ، دولًا ومجتمعاتٍ، وتحليلها، وبتحليل السياسات الاجتماعية والاقتصادية والثقافية، وبالتحليل السياسي العقلاني. ويطرح التحدّيات التي تواجه الأمّة على مستوى المواطنة والهويّة، والتجزئة والوحدة، والسيادة والتبعيّة والركود العلمي والتكنولوجي، وتنمية المجتمعات والدول العربيّة والتعاون بينها، وقضايا الوطن العربيّ بصورة عامّة.
ويُعنى أيضًا بدراسة علاقات العالم العربيّ ومجتمعاته مع محيطه المباشر في آسيا وأفريقيا، ومع السياسات الأميركية والأوروبية والآسيوية المؤثّرة فيه، بجميع أوجهها السياسية والاقتصادية والإعلامية.
ولا يشكّل الاهتمام بالجوانب التطبيقية للعلوم الاجتماعية، مثل علم الاجتماع والاقتصاد والدراسات الثقافية والعلوم السياسية، حاجزًا أمام الاهتمام بالقضايا والمسائل النظرية والتاريخية؛ فالمركز يُعنى كذلك بالنظريّات الاجتماعية والفكر السياسي والتاريخ عناية تحليلية ونقديّة، ولا سيّما إسقاطاتها على الخطاب الأكاديمي والسياسي المُوجِّه للدراسات المختصّة بالمنطقة العربيّة ومحيطها.

## نشاط المركز وإنتاجه ومشاريعه
ينتج المركز أبحاثًا بصيغة أوراق وتقارير، ويدير عدّة برامج مختصّة، ويعقد مؤتمراتٍ وورش عمل وتدريب وندوات موجّهة للمختصّين، وللرأي العامّ العربي أيضًا، وينشر إصداراته باللغتين العربيّة والإنكليزية ليتسنّى للباحثين من غير العرب الاطّلاع عليها.
يصدر المركز كتبًا ودوريات محكّمة في العلوم الاجتماعية والإنسانية والثقافة والفكر والعلوم السياسية. كما يعمل على ترجمة كتب أكاديمية من اللغات الأجنبية، وإصدارها.
ومن ضمن مشاريعه الرئيسة الكبرى مشروع إقامة معهد للدراسات العليا للعلوم الاجتماعية والإنسانية والإدارة العامّة، وكذلك مشروع المعجم التاريخي للّغة العربية.
يستضيف المركز باحثين للإقامة فيه فترات محدّدة لغرض التفرّغ العلمي وإنجاز أبحاث. كما يكلّف باحثين من خارجه للقيام بمشاريع بحثيّة، ضمن أهدافه ومجالات اهتمامه.
يعمل المركز على تدريب الباحثين للارتقاء بأدوات البحث العلمي إلى المستويات العالمية. ويتعاون مع المؤسّسات البحثية والأكاديمية في المنطقة والعالم.

## البرامج والخطط

### مجالات البحث ومواضيع الدّراسات
صحيح أنّ عددًا كبيرًا من المؤسّسات الغربية تناول (وما زال يتناول) المواضيع المتعلّقة بالوطن العربي على نطاقٍ واسع، إلا أنّه لا بدّ للباحثين العرب أنفسهم الذين يعيشون في المنطقة أن يتناولوا الأزمات السياسية والاجتماعية والاقتصادية التي يعاني منها الوطن العربي. ويتبوّأ الباحثون العرب المكانة الأنسب لدراسة المنطقة بصفتهم مراقبين مشاركين، وقادرين على إنتاج البحوث المعمّقة الأكثر موضوعية، كونهم لا يعانون أوجه القصور المنهجيّ والثقافيّ واللغويّ التي تعاني منها المؤسّسات الغربيّة.
1. السّياسة والإدارة العامّة: يتناول المركز مواضيعَ عامّة تشمل قضايا الإصلاح السياسي والإداري، والعلاقات الخارجية للأنظمة والقوّة الفاعلة، وقضايا الأمن، والأمن القومي، والاقتصاد. وسيجري التركيز على المواضيع الأكثر إلحاحًا، منها على سبيل المثال لا الحصر: الأمن العربي القومي والاجتماعي، الأزمة في العراق، والصّراع العربي الإسرائيلي، والعلاقات الطائفية، وسياسات الهويّة، والعلاقات بين الدول العربية والإسلام السياسي والإصلاح السياسي والاجتماعي والاقتصادي والأمني، والسّياسة الخارجية الأميركيّة في الشّرق الأوسط، والسّياسة والمجتمع الإسرائيليان، وسياسات النّفط والطّاقة، ودور إيران وتركيا في المنطقة.
2. علم الاجتماع: التغيير الاجتماعي والدراسات السكّانية، والتعليم والصحّة والوفيات، والتّمييز بين الجنسين والشّباب، وقضايا الهويّة، والقوى العاملة والعمالة، والفقر والبطالة والهجرة والتّهميش، والحركات الاجتماعيّة ودور المجتمع المدني والتّنظيمات الأهليّة، والسّياسات الاجتماعية المتكاملة والاندماج الاجتماعي، ومفهوم التّنمية والسّياسات الدولية للتّنمية، ودور المؤسّسات الدوليّة والإسقاطات السكّانية العالميّة.
3. الإعلام: الدّراسات الإعلاميّة، بما فيها السّياسات الإعلامية وأوضاع الإعلام العربيّ ودوره واستقلاليّته وملكيّته، وصناعة الرّأي العامّ وتكنولوجيا المعلومات، كما سيشجّع المركز إجراء دراسات بشأن كيفيّة تناول الإعلام الغربيّ للعرب والمسلمين والقضايا العربيّة. كما يجري الإعداد لمشروع متابعة أداء الإعلام العربيّ وتقييمه.
4. الاقتصاد: الاقتصاد السياسي للعالم العربي والمنطقة ككلّ، والتّكامل الإقليمي، وفرص تطوير التّعاون الاقتصادي والاقتصاد العربي المشترك، وأثر سياسات البنك الدولي وصندوق النقد الدولي في الدول العربيّة الفقيرة، والعولمة والآفاق والنّماذج الاقتصادية، والموارد الماليّة المحلية، وتدفّقات رأس المال الخاصّ، والمساعدة الإنمائية الرسمية، والدّيون الخارجية، والأنظمة النقديّة والمالية والتجاريّة، والتجارة الدولية والسّلع الأساسية والاستثمار والتكنولوجيا وتنمية المشاريع والهياكل الأساسيّة الخدميّة.
5. القضايا البيئيّة (أو الموارد الطبيعيّة): الأمن الغذائي، حماية الموارد الطبيعية، المياه، الفقر والتلوّث، الأثر الاجتماعي لتدهور الموارد الطبيعيّة.
6. التّعليم: دراسة وتقييم سياسات التربية والتعليم في المنطقة العربية بما في ذلك التعليم العالي، مع التركيز على فرص ومعوقات تطوير مستوى التعليم ومناهج التّدريس، ولغة التّدريس، والتعليم الخاصّ.
7. الدراسات الإسرائيلية: يقيم المركز وحدة دراسات إسرائيلية لبحث ودارسة المجتمع والاقتصاد والدولة في إسرائيل، وذلك بالقدر اللازم لعملية صنع القرار عربيًّا، والقائمة على تصوّر وجود أمن قوميّ عربيّ، وبالقدر اللازم لأن يتعرّف عليه جمهور الباحثين والرأي العامّ العربي وتعتمد الوحدة أساسًا بالتّعاقد على عمل باحثين عرب في الدّاخل.
8. وحدة تركيا وإيران: دور الدّولتين في صنع اقتصادالمنطقة وسياساتها والتّأثيرفي مسار الأحداث فيها، والسّياسات والخطط الممكنة للتّعامل مع ما تمثّله هاتان الدولتان من فرصٍ ومخاطرَ على وحدة المنطقة وتكاملها وأمنها عمومًا والعالم العربيّ خصوصًا. التّجاذبات والتّقاطعات الفعليّة والمحتملة بين هاتين الدولتين وقوى اجتماعيّة وتيّارات سياسيّة ودينية معيّنة في البلاد العربية، وكذلك التّحالفات الممكنة بينها وبين قوى عربيّة وإقليميّة ودوليّة وتأثيراتهافي الأمن القوميّ العربيّ وتطوّر المجتمعات العربيّة والنّظام السياسيّ الرسميّ العربيّ.

### مشروع قياس واستطلاع الرّأي العامّ العربيّ
وهو مشروع بحثي عربي يهدف لقياس الرأي العام العربي بانتظام في الموضوعات التي تهمه ابتداءً من مدى رضا الناس عن ظروفهم المعيشية مروراً بمواقفهم وآرائهم السياسية والاجتماعية وتوجهاتهم وحتى تصوراتهم ومخاوفهم ومصادر قلقهم. وينفذ المركز العربي للأبحاث ودراسة السياسات هذا المشروع في جميع البلدان العربية التي يتاح فيها تنفيذ مسوح للرأي العام عن طريق إجراء دراسات ميدانية على عينات ممثلة لهذه المجتمعات. ومن المواضيع التي سبق للمؤشر أن استطلع آراء الجمهور العربي فيها: الأزمة السورية، التحالف الدولي وداعش، مفاوضات السلام والمصالحة الوطنية الفلسطينية، الرأي العام السوداني في مرحلة ما بعد الانفصال.

### وحدة ترجمة الكتب
وهي وحدة في المركز تعنى بترجمة مؤلفات معاصرةٍ ونوعيّة وضعها كُتّابٌ وباحثون غير عرب في ميادين الاقتصاد وعلم الاجتماع والعلوم السياسية والإدارة والثقافة والفنون؛ كما تتولى نشر تلك الأعمال وتوزيعها، ومن بين إصدارات ترجمان: فانون، المخية ما بعد الكولونيالية، الأنثروبولوجيا الاقتصادية، الفلسفة في زمن الإرهاب.

### المكتبة
ينشئ المركز في الدوحة مكتبةً متخصّصة تشمل جميع الكتب والمراجع والدوريّات المتعلّقة باختصاصاته.
يتمّ شراء الكتب والدّوريات بالتّشاور مع الباحثين والمتخصّصين ويشرف عليها مدير/ة مكتبة ومساعد/ة أو أكثر بحسب الحاجة.
- تربط المكتبة إلكترونيًّا بمكتباتٍ أخرى في العالم.
- تكون المكتبة مفتوحة للباحثين في قطر بشكلٍ عامّ.

### منشورات المركز
1. كتب متخصّصة من إنتاج برامج الأبحاث المختلفة في المركز، أو كتب وأبحاث وأطروحات دكتوراه أنتجت خارج المركز إذا وجد المركز حاجة إلى إصدارها لأهميتها ولانسجامها مع اهتماماته.
2. «دراسات» أو «بحوث» متخصّصة: (Research Papers) أوراق معمّقة في دراسة موضوع معيّن (6000-12000 كلمة)
3. «تحليل سياسات»:(Policy Analysis) تكون على شكل دراسات عينيّة مركّزة وتوصي بحلولٍ لأزمة قائمة أو لصراعٍ في المنطقة والذي يشمل عددًا من الدول والأطراف الفاعلة حكوميّة و غير حكوميّة (3000-5000 كلمة).
4. «تقييم حالة»: (Case Analysis) تخصّ قضايا جارية وراهنة، بعضها من تأليفٍ فرديّ وبعضها من إنتاج ومناقشات وتفكير جماعيّ. يُنشر التحليل على شبكة الإنترنت فقط ويتناول قضيّةً راهنة ذات علاقة بالمنطقة أو جارية في مناطقَ وبلدان أخرى ولكنّها تهمّ المنطقة (3000-5000 كلمة)
5. «تقارير الدّوحة»: (Doha Report) دراسات وتوصيات وتقارير تكتب جماعيًّا وتصدر إثر جلسات عصفٍ ذهنيّ، يمكن أن تشمل باحثي المعهد وعاملين ميدانيّين في المجالات التي تُنَاقَش، بما في ذلك كلّ المسؤولين الحاليّين والمسؤولين السّابقين عن القطاعات المعنيّة.
6. «ملفّات»: مجموعة من الملفّات كلّ منها يشمل مجموعة من الأوراق التي تعالج جميعها موضوعًا واحدًا من زوايا نظر مختلفة.
7. «مراجعة الكتب»: تحليل نقديّ للمطبوعات ذات الاهتمام.
8. يصدر المركز ثلاث دوريات محكّمة هي: دوريّة «تبيّن» وهي فصلية تُعنى بالدراسات الفكرية والثقافية ودوريّة «عمران» وهي فصلية تُعنى بالعلوم الاجتماعية والإنسانية و«سياسات عربية» التي تصدر كل شهرين وتُعنى بالعلوم السياسية والعلاقات الدولية والسياسات العامة.

### مؤتمرات، وندوات، وورشات عمل
ينظّم المركز مؤتمرات وندوات وورشات عمل يعقدها مسؤولو البرامج المختلفة للمتخصّصين في المجالات المتعدّدة التي يهتمّ بها المركز، كما يعقد المركز مؤتمرًا سنويًّا لبرامج ووحدات الأبحاث العاملة به. ويسعى المركز إلى أن يتحوَّل المؤتمر السنويّ إلى حدثٍ فريدٍ من نوعه يجمع مراكز الأبحاث المشابهة أو ذات الاهتمام المشابه من الشّرق والغرب بما فيها أميركا الشماليّة والجنوبيّة وأوروبا وآسيا وأفريقيا والعالم العربيّ.

## إصدارات المركز من الدوريّات (مجلات محّكمة)

### مجلة «عُمران» للعلوم الاجتماعية والإنسانية
صدر العدد الأوّل من مجلّة «عمران» الفصليّة المحكّمة المتخصّصة في العلوم الاجتماعية في صيف 2012. وولدت المجلّة من أسئلة وإشكاليات المأزق المنهجيّ والوظيفيّ الذي تواجهه العلوم الاجتماعيّة والإنسانيّة العربيّة في مرحلة التغيّرات الاجتماعيّة الكبرى الجارية في الوطن العربيّ. ويستوحي اسمها مفهوم «العمران» الخلدونيّ بمدّخراته الأصيلة وإشعاعاته المتجدّدة. وتدرج المجلّة نفسها في سلسلة دوريّات العلوم الاجتماعيّة والإنسانية في الوطن العربي والعالم، لكنّها تحاول - في إطار التكامل معها والاعتراف بما أنجزته - أن تتميّز عنها بطرحها لهويّتها الأساسيّة كمجلّةٍ/مشروع، مستعيدةً تقاليد المجلات والدوريّات التي أنتجت اتّجاهات وحركات ومدارس علميّةً وفكريّة. وهي تطمح في ذلك إلى أن تشكّل نقلةً نوعيّة في مناهج هذه العلوم، تقوم على مقاربة اختصاصات ومناهج العلوم الاجتماعيّة كوحدةٍ متكاملةٍ فيما هو قريب من «المنهج التكاملي» و «المركّب»، العابر للاختصاصات مثل علم الاجتماع والأنثروبولوجيا والتاريخ، والتاريخ الاجتماعي وما يندرج في إطار علم السياسة والاقتصاد السياسي والسكّان والبيئة والتنمية.
وتفتح المجلّة صفحاتها للبحوث والدراسات الإبداعيّة والأصيلة وذات الأهميّة المرجعيّة التي تعتمد تلك المقاربة المنهجيّة المركّبة في دراسات (العمران) العربيّ، وتستوعب اكتشافات العلوم الاجتماعيّة وثوراتها المنهجيّة في العالم، ومنجزات الجماعة العلميّة العربيّة في ميادين العلوم الاجتماعيّة منذ عصر النهضة العربيّة وحتّى الآن، وتحاول تجديدها وتطويرها، وتجمع في المؤشّرات التي تعتمد عليها - بالمعنى الواسع للمؤشّر - ما بين المقاربات النوعيّة والكميّة، واضعةً اختصاص الباحث العربيّ وموضوعاته في صلب عمليّة التغير الاجتماعيّ الكبرى الشاملة والجارية في إطار الغاية العليا للعلوم الاجتماعيّة وهي «الحريّة» بصفتها جوهر التفكير، وبصفة الأخير جوهر الإنسان.

### مجلة «تبيُّن» للدراسات الفكرية والثقافية
صدر في صيف 2012 العدد الأوّل من دورية «تبيّن»، الفصلية المحكّمة التي تُعنى بشؤون الفكر والفلسفة والنقد، وكلّ ما يمكن أن يدخل في ذلك المجال العابر للتخصّصات الذي يُطلَق عليه في بعض الجامعات اسم «الدراسات الثقافية». وهي بذلك تكمل مهمّة زميلتها «عمران» التي تُعنى بالعلوم الاجتماعية والإنسانية.
وتتعامل المقالات التي ستنشر فيها مع القضايا التي تناقشها بمقاربة فكرية ونظرية أو عامّة وشمولية، وتحلّل مثل هذه المقاربات الفكريّة للمجتمع والتاريخ، وتعنى بالنقد الثقافي والأدبي بشكلٍ عامّ. لكنّها تجتاز عملية التحكيم الأكاديمي مثل مقالات مجلّة العلوم الاجتماعية والإنسانية (عمران)، لأنّ معالجة قضايا الفكر المقصودة هنا ليست شطحات وتأمّلات لا يحكمها منهج أو عقل.

### مجلة «سياسات عربية»
صدر المركز العربي للأبحاث ودراسة السياسات منذ شهر آذار / مارس 2013 مجلة ثالثة تُعنى بتحليل السياسات، اختار لها اسم، «سياسات عربية»، وتصدر هذه المجلة كل شهرين. تُعنى المجلة بالعلوم السياسية والعلاقات الدولية والسياسات العامة في الوطن العربي. تلتزم هذه الإصدارة بضوابط كتابة الورقة العلمية المتعارف عليها أكاديميا، إلا أنها ترحب بغير المختصين على مائدتها. وهي بسبب موضوعاتها تسعى لأن تكون مقروءة من المهتمين بالشأن العام، ومفهومة لغير ذوي الاختصاص.
تهتم مجلة «سياسات عربية» باستقطاب الكتاب السياسيين، والمختصين في الوطن العربي، من أجل رفدها بأعمالهم وتحليلاتهم، ليتم نقلها إلى الفضاء المعرفي العربي، بهدف الارتقاء بالنقاش حول الموضوعات والقضايا السياسية التي تشغل بال المواطن العربي، في ظل التغييرات المتسارعة في الأقطار العربية، وفي البيئة الإقليمية والدولية المحيطة. تستهدف المجلة سائر المتابعين للشأن العام والمهتمين بالسياسات العامة، وبالشؤون السياسية. وتطمح المجلة بنهجها هذا، إلى أن تشكل موادها موردا يستقي منه صناع الرأي العام، وصانعو القرار السياسي في الدول العربية، وكذلك المجتمع الأكاديمي من أساتذة الجامعات، وطلابهم في كل المستويات، وكل المهتمين بالسياسات، رسماً، وتحليلاً، ونقدا وتعتمد المجلة، في صناعة مادتها على وحدة تحليل السياسات في المركز العربي للأبحاث، كما ترحب بحرارة بالمواد التي ترد إليها من خارج المركز، ولكنها تخضعها للتحكيم العلمي والتحرير. ويمكن للراغبين في رفد المجلة بمقالاتهم وتحليلاتهم، الاطلاع على شروط النشر على موقع المركز العربي للأبحاث ودراسة السياسات. ولنكن جميعا يداً واحدةً للارتقاء بالفكر السياسي، وبالممارسة السياسة، في وطننا العربي الكبير، إلى أرحب الآفاق الممكنة.

### مجلة أسطور للدراسات التاريخية
تصدر دوريّة أسطور بشكل نصف سنوي، وهي مجلة علميّة محكّمة ومتخصصة، يستوحي اسم المجلة «أسطور»، المشتقّ من لغة العرب ومصطلحاتهم، إيحاءات العلاقة بين الدلالة اللغوية العربية والقرآنية للجذر «س. ط. ر»، وكلمات Istoria وIstor وIstorei ذات أصول يونانية منها انبثق مصطلح علم التاريخ في الغرب بصيغة History وHistoire. ولو أثار هذا الاستيحاء عددًا من الأسئلة، فإنّ دلالة هذا الاسم تبقى قائمةً على أساس لغوي ودلالي وتأصيلي، وعلى أساس التمييز المفهومي -المصطلحي بين «أسطور» و«الأسطورة» و«الأسطرة» في الحقل التداولي العربي، أو دراسات النقد الثقافي والعلوم الاجتماعية.
ومن المثير أنّ مفردة «أسطورة» عمّرت في لغتنا العربية العامة، وفي الحقل الدلالي السردي بالمعنى المناقض للكتابة التاريخية العلمية التي أصبح هدفها تفكيك الأساطير، في حين أنّها حافظت على معنى كتابة التاريخ في اللغات الأجنبية. والعودة إلى الأصل العربي القديم للكلمات «سطر» و«الأسطرة» و«الأسطور»، إنّما هي لتأصيل فكرة الكتابة في الزمن التاريخي، وعن الزمن التاريخي لدى العرب والمسلمين، لذا جرى اعتماد اسم «أسطور» للمجلة بالمعنى اللغوي الذي يطلقه القرآن الكريم «والقلم وما يسطُرون»، وبالمعنى الاصطلاحي الحديث لتأسيس «تاريخ جديد عربي» يتواصل مع الإنجازات العربية الأولى فلا يقطع معها، بل يجدّدها ويطوّرها ويؤسّس لإبداعاتٍ جديدة

## وصلات خارجية
- الموقع الرسمي
- المركز العربي للأبحاث ودراسة السياسات في تويتر
- الصفحة الرسمية للمركز العربي للأبحاث ودراسة السياسات في فيسبوك  على فيسبوك.
- قناة المركز العربي للأبحاث ودراسة السياسات في يوتيوب